# Абросимово (Марий Эл)
 Абро́симово  — деревня в Юринском районе Республики Марий Эл. Входит в состав Васильевского сельского поселения.

## География
Находится в юго-западной части республики Марий Эл на правом берегу реки Люнда (правобережье Ветлуги) на расстоянии приблизительно 42 км на северо-запад от районного центра посёлка Юрино.

## История
Деревня основана в XVIII веке, в XIX веке называлась Верхнее Абросимово. В советское время работали колхозы «Красный передовик», им. Маленкова, промартель «Красный просвет», совхоз «Васильевский» (до 1992 года).
Религия
В конце XIX века жители были прихожанами находящейся в селе Васильевское Макарьевского уезда церкви Святителя Василия Великого Нижегородской епархии. Церковь была построена в 1761 году (в 1842, 1866, 1881 годы), деревянная, однопрестольная. В Абросимове была выстроена деревянная часовня. В 1905 году в Абросимове была сооружена деревянная церковь, разрушенная к 1918 году.

## Население
| 2010 |
| ---- |
| 68   |

В 1859 году во владельческой деревне Абросимово (при речке Люнде, на просёлочной дороге от села Воскресенское к Макарьеву) 1 стана Макарьевского уезда Нижегородской губернии насчитывалось 53 двора, 203 мужчин, 231 женщина.
К 1929 году численность населения составляла 693 человека (русские). В 1939 году в деревне насчитывалось 169 дворов и 565 человек, в 1992 году — 132 жителя.
Население составляло 89 человек (русские 98 %) в 2002 году, 68 в 2010.